# Universidad Femenina de Kamakura
La Universidad Femenina de Kamakura (鎌倉女子大学 Kamakura Joshi Daigaku?) es una universidad privada para mujeres ubicada en la ciudad de Kamakura, prefectura de Kanagawa. Se especializa en economías domésticas y cuidado infantil.

## Historia
La institución fue establecida bajo el nombre de Escuela Keihin de Limpieza de Mujeres en Kanagawa-ku, Yokohama en 1943, como una escuela vocacional. Fue reubicada en el barrio de Iwase de Kamakura en 1946. En 1950, fue establecida como la Universidad Femenina Keihin. El nombre actual fue adoptado en 1989.

## Departamentos

### Licenciaturas
- Escuela de economía doméstica
  - Departamento de economía doméstica y ciencias de la salud
  - Departamento de gestión nutricional
- Escuela de estudios infantiles
  - Departamento de estudios del niño
  - Departamento de psicología infantil
- Escuela de educación
  - Departamento de educación

### Graduado
- Escuela de estudios infantiles
  - Departamento de estudios del niño